# جون بال
جون بال (بالإنجليزية: John Ball)‏ (13 مارس 1925 في المملكة المتحدة - ) هو مدرب كرة قدم ولاعب كرة قدم بريطاني في مركز الظهير. لعب مع بولتون واندررز ومانشستر يونايتد وويغان أتلتيك وGravesend United F.C. ‏.

## وصلات خارجية
- جون بال على موقع عالم كرة القدم.نت (الإنجليزية)